# Loukovice
Loukovice (německy Laukowitz, dříve též Lovkovice dle jména Lovek) jsou obec v okrese Třebíč v Kraji Vysočina. Žije zde 131 obyvatel.
Sousedními obcemi sídla jsou Šebkovice, Čáslavice a Babice.

## Geografie
Ze severu na východ vede přes území obce silnice z Kojetic do Šebkovic, ze západu vede užitková silnice z Čáslavic, jihozápadně vede užitková cesta k Bolíkovickému mlýnu a do Bolíkovic. Přes území obce vede zelená turistická stezka. Východně od zastavěného území obce se nachází motokrosová trať. 
Většina území obce je zemědělsky využívána, zalesněna je oblast na severovýchodním okraji území obce, část západního území obce a jižní výspa území obce. Na severním okraji zastavěného území obce se nachází areál zemědělského družstva, další průmyslový areál se nachází na západním okraji zastavěného území obce.
Ze západu protéká přes území obce nepojmenovaný potok, na jeho toku se nachází Loukovický rybník a nepojmenovaný rybník u zastavěného území obce, následně teče dál na východ a těsně za východní hranicí obce ústí do Šebkovického potoka. Šebkovický potok přitéká ze západu, protéká Bolíkovickým rybníkem těsně u hranice území obce a okolo Bolíkovického mlýna a dál na západ, kde tvoří jižní hranici obce, po cca 4 km se pak vlévá u Šebkovic do Rokytné. Z jihu přitéká a do Šebkovického potoka ústí nepojmenovaný potok, který tvoří část hranice obce. 
Většina území obce je rovinatá, západní okraj území obce se nachází v cca 500 metrech nad mořem, východní pak dosahuje 530 metrů nad mořem, jižní pak dosahuje cca 550 metrů nad mořem. Na severní hranici území obce se nachází nepojmenovaný vrchol s kótou 538 m, na východní hranici území obce se nachází Rejskův kopec (531 m) a těsně za jižní hranicí obce se nachází kopec Tašky (582 m). 
Zastavěné území obce se nachází téměř uprostřed území obce, těsně za západním okrajem území obce se nachází Bolíkovický mlýn.

## Historie
První písemná zmínka o vesnici pochází z roku 1349 (in Laukwicz), kdy Vilém z Babic daroval řádu křižovníků s červenou hvězdou části vesnic Babice, Martinice, Loukovice a Vesce, další části těchto vesnic v roce 1350 patřily Ješkovi z Babic. Jeho manželka pak roku 1361 darovala vesnici bratrům. Ješek z Babic pak v roce 1371 pak část majetku v Loukovicích daroval snaše Dorotě, ta pak roku 1412 darovala Petrovi z Lúkovic své majetky a Petr také získal statek v Loukovicích. Loukovice nadále byly roztříštěny mezi více majitelů, až v roce 1542 scelil Loukovice Hynek Chroustenský z Malovar a tak se vesnice stala součástí lesonického panství. V roce 1589 Petr Chroustenský z Malovar daroval Loukovice, Jakubov, Šebkovice a Maletice Anně Kořenské z Terešova a roku 1614 se vesnice stala součástí sádeckého panství.
V roce 1622 koupil Sádek Tomáš Cerboni, v roce 1678 pak rodina Cerboni prodala zadlužený Sádek Bohumírovi z Walldorfu. V roce 1687 pak Sádek zakoupil Bohumír Antonín Sartorius. V roce 1796 získal Sádek František Kajetán, jeho rodina pak vlastnila panství až do 20. století. V roce 1866 byly Loukovice spolu s jinými obcemi na Třebíčsku zasaženy epidemií cholery, která si zde vyžádala 22 obětí.
V roce 1900 byla v obci zřízena škola, během první světové války odešli někteří občané do války, kdy ve válce zemřelo 14 občanů vesnice. V roce 1919 byla u školní budovy vysazena lípa svobody a v roce 1921 byla v obci založena jednota Orel a spolek Domovina. V roce 1932 byla vesnice elektrifikována. Během druhé světové války byl v roce 1942 rekvírován kostelní zvon.

## Obyvatelstvo
| Rok            | 1869 | 1880 | 1890 | 1900 | 1910 | 1921 | 1930 | 1950 | 1961 | 1970 | 1980 | 1991 | 2001 | 2011 | 2021 |
| -------------- | ---- | ---- | ---- | ---- | ---- | ---- | ---- | ---- | ---- | ---- | ---- | ---- | ---- | ---- | ---- |
| Počet obyvatel | 225  | 256  | 257  | 233  | 243  | 222  | 204  | 178  | 182  | 163  | 153  | 136  | 128  | 109  | 112  |
| Počet domů     | 39   | 40   | 41   | 43   | 42   | 42   | 41   | 43   | 41   | 39   | 38   | 45   | 47   | 51   | 53   |

## Obecní správa
Do roku 1849 patřily Loukovice do sádeckého panství, od roku 1850 patřily do okresu Jihlava, pak od roku 1855 do okresu Třebíč. Mezi lety 1850 a 1884 patřily Loukovice pod Čáslavice a mezi lety 1980 a 1990 byla obec začleněna opět pod Čáslavice, následně se obec osamostatnila.

### Obecní symboly
Znak a vlajka byly obci uděleny rozhodnutím předsedy Poslanecké sněmovny Parlamentu České republiky dne 11. dubna 2008.

## Politika
Do roku 2014 zastával funkci starosty Pavel Krejcar, od roku 2014 vykonává funkci starosty David Nahodil.

### Volby do Poslanecké sněmovny
|       | 2006               | 2010              | 2013               | 2017              | 2021              |
| ----- | ------------------ | ----------------- | ------------------ | ----------------- | ----------------- |
| 1.    | ODS (25.33 %)      | KSČM (20.28 %)    | KSČM (27.02 %)     | ANO (28.33 %)     | ANO (27.02 %)     |
| 2.    | KSČM (24.0 %)      | KDU-ČSL (18.84 %) | KDU-ČSL (17.56 %)  | KSČM (18.33 %)    | SPOLU (21.62 %)   |
| 3.    | KDU-ČSL (24.0 %)   | ČSSD (13.04 %)    | ČSSD (16.21 %)     | KDU-ČSL (11.66 %) | SPD (13.51 %)     |
| účast | 72.82 % (75 z 103) | 69.70 % (69 z 99) | 75.00 % (75 z 100) | 64.52 % (60 z 93) | 76.29 % (74 z 97) |

### Volby do krajského zastupitelstva
|      | 1.                 | 2.                       | 3.                            | účast              |
| ---- | ------------------ | ------------------------ | ----------------------------- | ------------------ |
| 2000 | 4KOALICE (33,33 %) | KSČM (28,07 %)           | ODS (15,78 %)                 | 59,59 % (59 z 99)  |
| 2004 | KSČM (39,62 %)     | KDU-ČSL (30,18 %)        | ODS (15,09 %)                 | 50,96 % (53 z 104) |
| 2008 | KSČM (25 %)        | KDU-ČSL (25 %)           | DOHODA pro Vysočinu (18.33 %) | 59,41 % (60 z 101) |
| 2012 | KSČM (31,14 %)     | ČSSD (21,31 %)           | KDU-ČSL (14,75 %)             | 62,63 % (62 z 99)  |
| 2016 | KSČM (31,57 %)     | ANO 2011 (21,05 %)       | KDU-ČSL (15,78 %)             | 39,58 % (38 z 96)  |
| 2020 | ODS+STO (17.18 %)  | KDU-ČSL (12,5 %)         | ČSSD (12,5 %)                 | 66,67 % (64 z 96)  |
| 2024 | ANO (45,23 %)      | ODS+TOP 09+STO (19,04 %) | STAN+SNK ED (14,28 %)         | 48,35 % (42 z 91)  |

### Prezidentské volby
V prvním kole prezidentských voleb v roce 2013 první místo obsadil Miloš Zeman (27 hlasů), druhé místo obsadil Jan Fischer (17 hlasů) a třetí místo obsadil Zuzana Roithová (12 hlasů). Volební účast byla 80.61 %, tj. 79 ze 98 oprávněných voličů. V druhém kole prezidentských voleb v roce 2013 první místo obsadil Miloš Zeman (47 hlasů) a druhé místo obsadil Karel Schwarzenberg (26 hlasů). Volební účast byla 73.00 %, tj. 73 ze 100 oprávněných voličů.
V prvním kole prezidentských voleb v roce 2018 první místo obsadil Miloš Zeman (32 hlasů), druhé místo obsadil Jiří Drahoš (18 hlasů) a třetí místo obsadil Pavel Fischer (7 hlasů). Volební účast byla 72.04 %, tj. 67 ze 93 oprávněných voličů. V druhém kole prezidentských voleb v roce 2018 první místo obsadil Miloš Zeman (43 hlasů) a druhé místo obsadil Jiří Drahoš (25 hlasů). Volební účast byla 73.12 %, tj. 68 ze 93 oprávněných voličů.
V prvním kole prezidentských voleb v roce 2023 první místo obsadil Andrej Babiš (24 hlasů), druhé místo obsadil Petr Pavel (19 hlasů) a třetí místo obsadila Danuše Nerudová (14 hlasů). Volební účast byla 74.73 %, tj. 68 ze 91 oprávněných voličů. V druhém kole prezidentských voleb v roce 2023 první místo obsadil Petr Pavel (38 hlasů) a druhé místo obsadil Andrej Babiš (35 hlasů). Volební účast byla 79.57 %, tj. 74 ze 93 oprávněných voličů.

## Pamětihodnosti
- Kaple

## Osobnosti
- Jindřich Nahodil (1929–2016), politický vězeň
- Josef Ošmera (1899–1977), pedagog, básník, spisovatel